# Taichung-Südbezirk
Taichung-Südbezirk (chinesisch 臺中市南區, Pinyin Táizhōng shì Nánqū, taiwanisch: Tâi-tiong-chhī Lâm-khu) ist ein Bezirk der regierungsunmittelbaren Stadt Taichung in der Republik China (Taiwan).

## Lage und Beschreibung

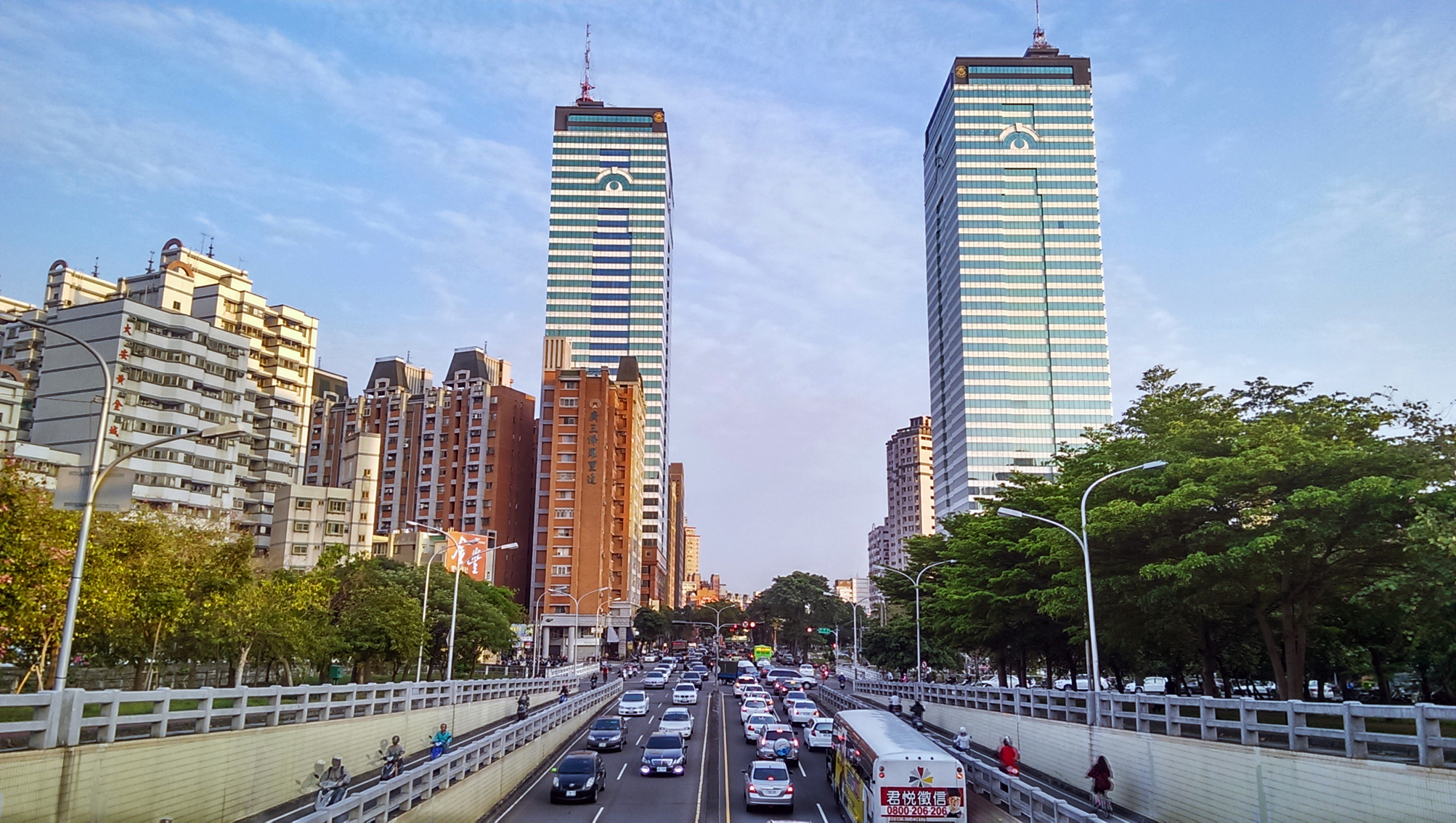
Die Zhongming South Rd. im Südbezirk

Der Südbezirk liegt im Südwesten der Stadt Taichung. Es ist ein zentraler Bezirk der Kernstadt und gehörte schon vor der Erweiterung im Jahr 2010 zur Stadt. Seine Nachbarbezirke sind Taichung-West und Taichung-Zentrum im Norden, Taichung-Ost im Osten,  Dali im Südosten, Wuri im Südwesten und Nantun im Westen.
Im Westen fließt der Mayuantou (麻園頭溪), im Osten der Liuchuan (柳川) durch den Bezirk.

## Geschichte

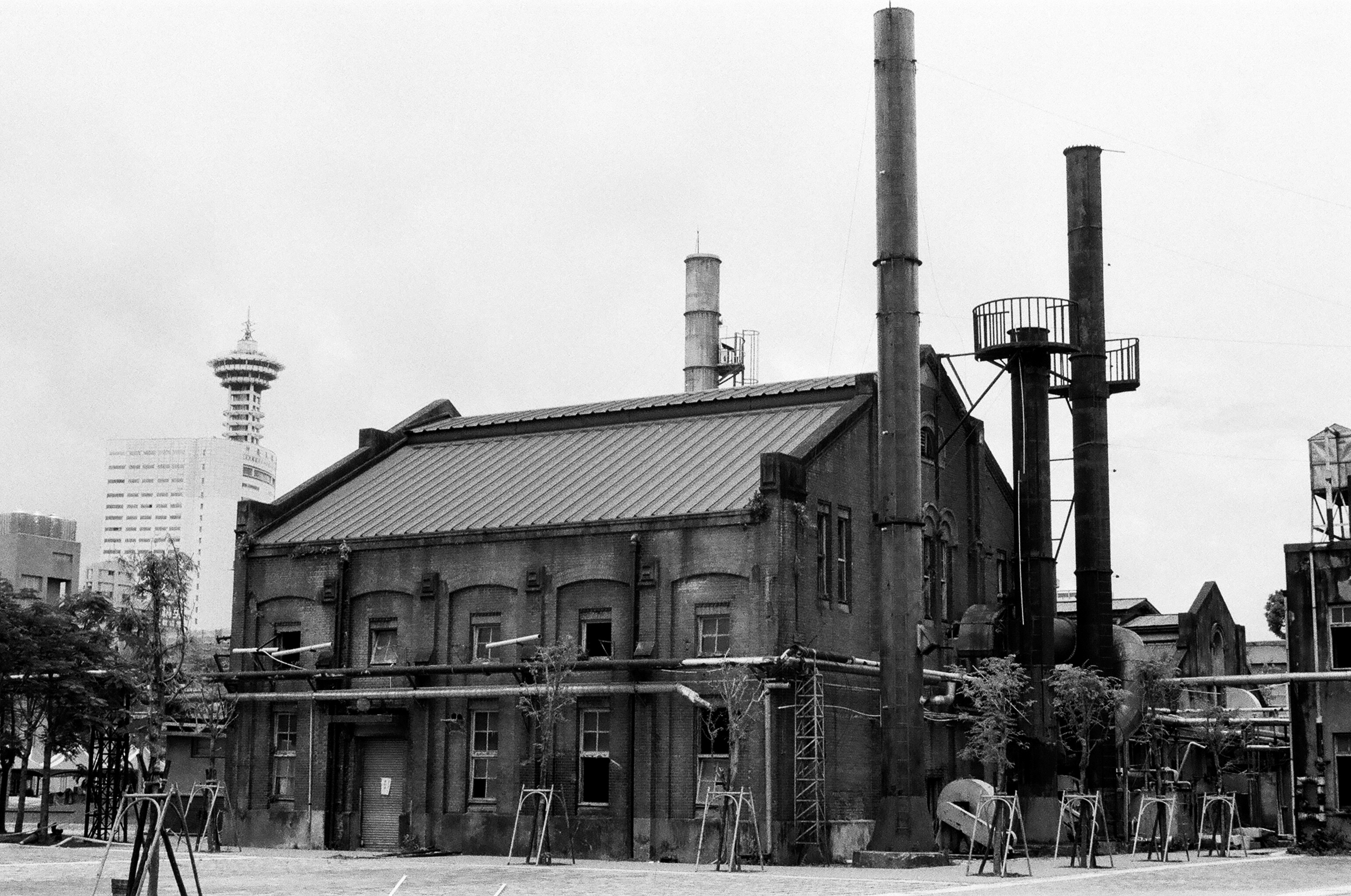
Ein Gebäude der alten Spirituosen-Fabrik

Die Besiedlung des heutigen Gebiets von Taichung durch chinesische Siedler begann Anfang des 18. Jahrhunderts. Die ursprünglich hier ansässigen taiwanischen Ureinwohner wurden verdrängt oder sinisiert. Der alte Name der Gegend lautete Dadun (大墩). Zur Zeit der japanischen Herrschaft über Taiwan setzte ein Wachstum von Industrie und Bevölkerung ein, u. a. durch die Errichtung des Bahnhofs von Taichung begünstigt. 1914 wurde im heutigen Südbezirk eine Spirituosen-Fabrik errichtet, die über die Kolonialzeit hinaus bis 1998 in Betrieb war.
Nach dem Zweiten Weltkrieg wurden einige Viertel im Süden der Stadt zum neuen Taichung-Südbezirk zusammengefasst. Wachstum und Industrialisierung, vor allem im Bereich Metallverarbeitung und Maschinenbau, setzten sich fort. Außerdem war der Südbezirk jahrzehntelang Taiwans wichtigster Produktionsstandort für Streichhölzer. Ende des 20. Jahrhunderts begann sich die städtische Entwicklung in flächenmäßig größere Bezirke wie Dali, Nantun oder Xitun zu verlagern.

## Verkehr und Wirtschaft

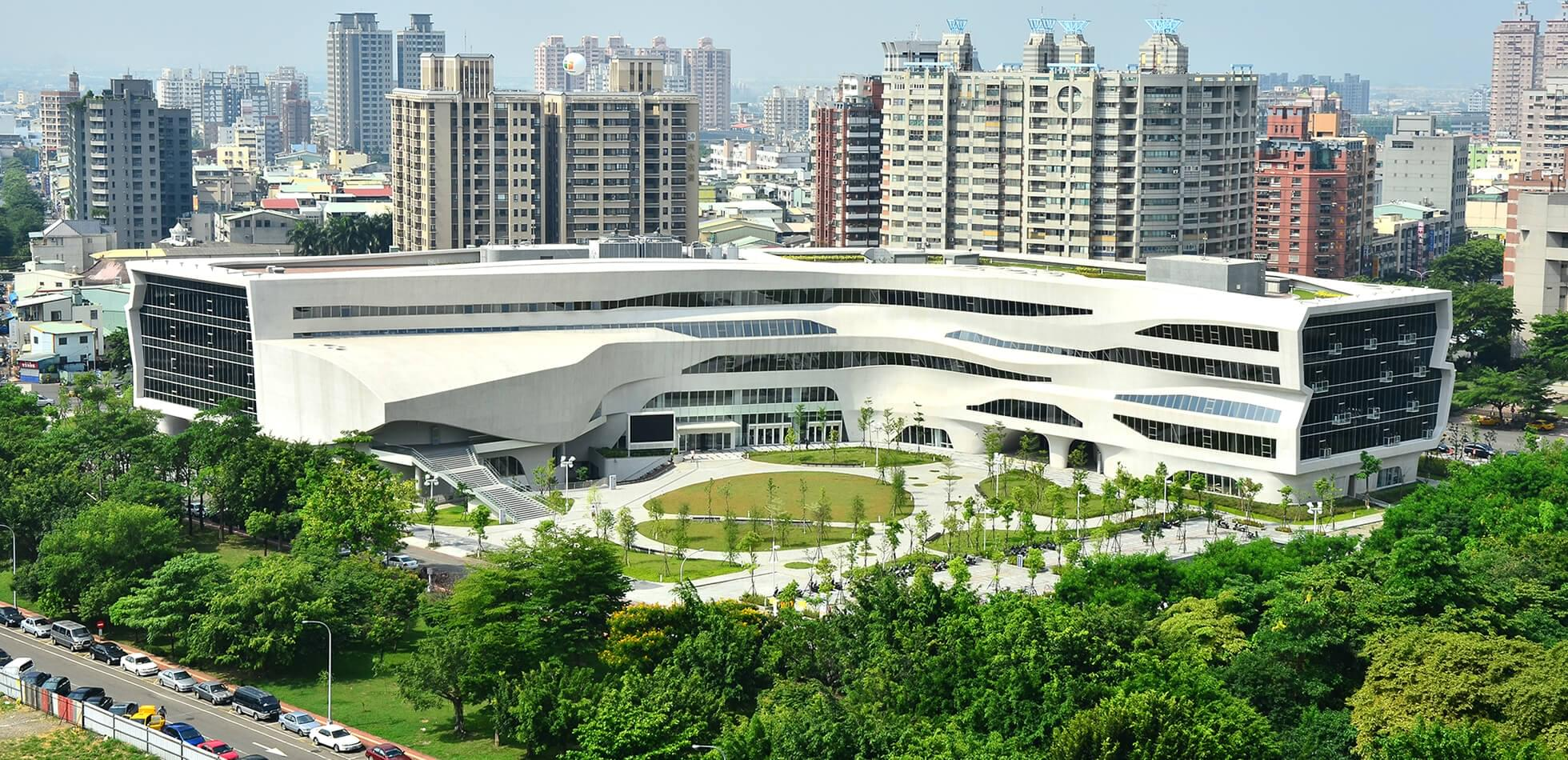
Die Library of Public Information

Der Bezirk ist über die Bahnhöfe Wuquan (五權車站) und Daqing (大慶車站) an die Taiwanische Eisenbahn angebunden. An letzterem Bahnhof befindet sich auch eine Station der U-Bahn Metro Taichung. Der Bahnhof Taichung liegt unweit vom Südbezirk im benachbarten Bezirk Taichung-Ost.
Durch den Südbezirk führen die Provinzstraßen 1B und 12, im Süden berührt ihn die Stadtstraße 136. Es verkehren einige Buslinien.
Das Gebiet des Südbezirks machte im 20. Jahrhundert eine Entwicklung von einer ländlichen Gegend hin zu einem industriell geprägten Ort. Nach der allmählichen Verlagerung der Industrie in andere Viertel sind heute Handel, Dienstleistungsgewerbe sowie kleine und mittlere Unternehmen die Hauptwirtschaftszweige.

## Bildung
Im Südbezirk befinden sich die Chung-Hsing-Nationaluniversität (國立中興大學) und die Medizinische Chung-Shan-Universität (中山醫學大學). Auch die Library of Public Information (國立公共資訊圖書館), eine der drei Nationalbibliotheken Taiwans, liegt im Südbezirk.

## Kultur und Sehenswürdigkeiten

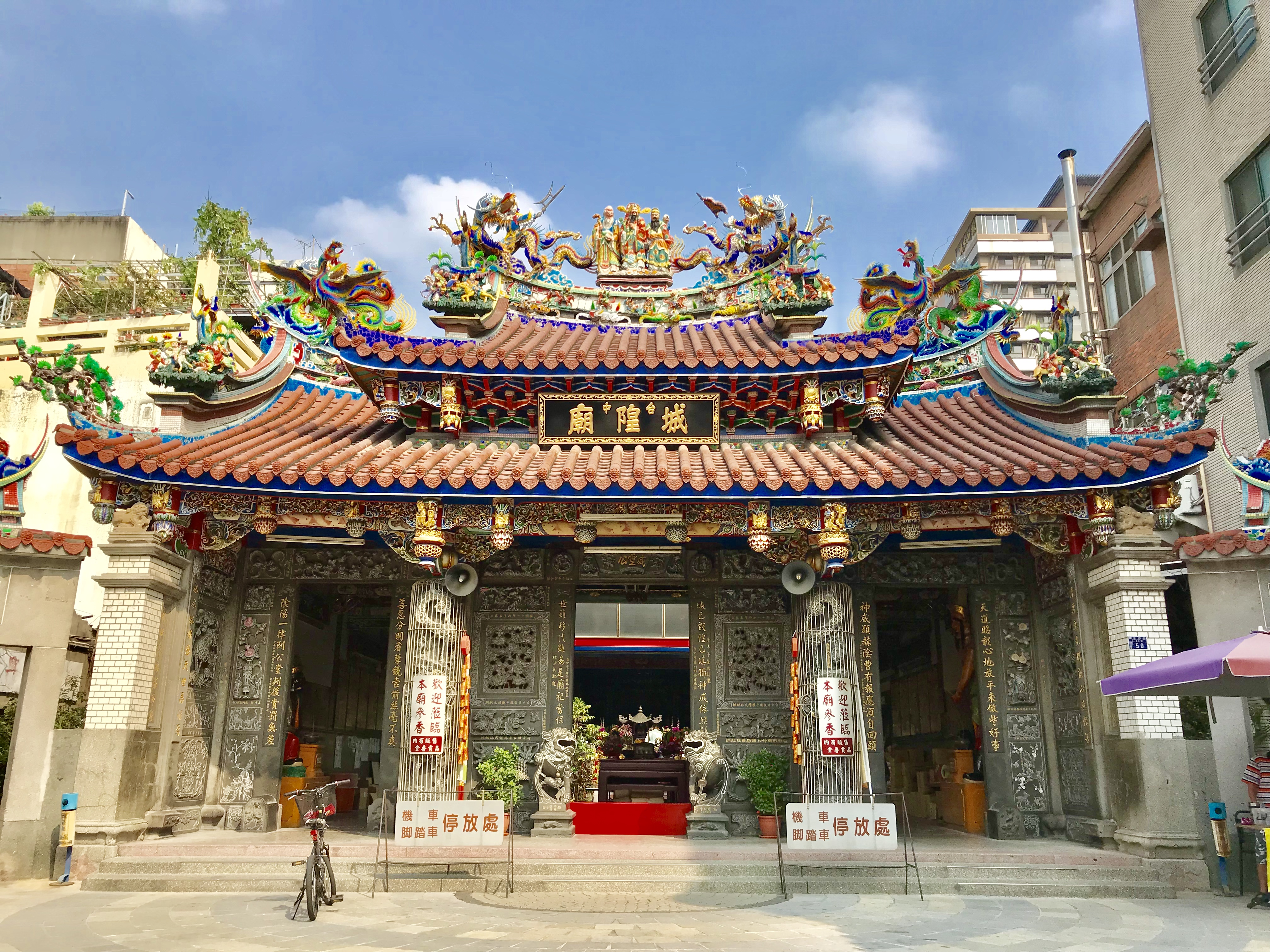
Der Stadtgott-Tempel

Im Südbezirk gibt es einige meist daoistische Tempel, unter denen die bedeutendsten der 1889 errichtete Tempel des Stadtgottes von Taichung (臺中市城隍廟 Taizhongshi Chenghuang Miao) und der Xingxiu Gong (醒修宮) mit der Hauptgottheit Guan Gong sind.
Auf dem Gebiet der ehemaligen Spirituosen-Fabrik befindet sich der Cultural Heritage Park (臺中文化資產遠區), der Raum für Veranstaltungen und Ausstellungen bietet.